# Tinkas juläventyr
Tinkas juläventyr (danska: Tinkas juleeventyr) är en dansk TV-serie i form av julkalender som sändes på TV2 Danmark under 2017. 2019 kom uppföljaren Tinka och kungaspelet. En dubbad svensk version sändes på TV4 Play och C More under 2019.

## Handling
Tinka är en tomteflicka som insett att hon inte är någon vanlig tomte. Hon blir vän med Lasse och de försöker ta reda på varför tomtarna har tappat sin magi.

## Rollista
| Roll         | Skådespelare                | Svensk röst              |
| ------------ | --------------------------- | ------------------------ |
| Tinka        | Josephine Højbjerg          | Ellen Thuresson          |
| Lasse        | Albert Rosin Harson         | Edvin Ryding             |
| Ingi         | Ellen Hillingsø             | Sharon Dyall             |
| Storm        | Troels Lyby                 | Anton Olofson Raeder     |
| Farmor Maja  | Birthe Neumann              | Vicki Benckert           |
| Tuva         | Anette Støvelbæk            | Anna Rydgren             |
| Nille        | Neel Rønholt                | Cecilia Ustav            |
| Iben         | Mia Lyhne                   | Anna Rydgren             |
| Mikkel/Micke | Martin Bo Lindsten          | Jocahim Bergström        |
| kung Gobbe   | Lars Knutzon                | Calle Carlswärd          |
| Bjergi       | Paw Henriksen               | Patrick berg Almvkisth   |
| Astrid       | Rosita Nellie Holse Gjurup  | Viva Östervall Lyngbrant |
| prins Fileas | Christian Tafdrup           | Emil Almén               |
| Nisse        | Christoffer Høyer Rasmussen |                          |
| Skir         | Hadi Ka-Koush               | Anton Olofson Raeder     |
| Vilma        | Esther Marie Boisen Berg    | Linn Jansson             |
| Horn         | Vincent Groos               | Eddie Hultén             |
| Birk         | Hircano Soares              | Anton Olofson Raeder     |
| Mark         |                             | Eddie Hultén             |
| Berättare    | Kasper Leisner              | Johan Schinkler          |
| Guard        | Mads Korsgaard              |                          |

- Övriga svenska röster – Zandra Englund, Jonathan Nordin
- Intro- & outrosång – Matilda Smedius, Christian Eriksson
- Översättare – Eva Brise, Daniel Sjöberg
- Sångtexter – Eva Brise
- Regissör och tekniker – Nils Manzuoli, Johan Lejdemyr (enstaka avsnitt)
- Svensk version producerad av SDI Media[4]

## Lista över avsnitt
| Nr | Originaltitel         | Svensk titel          |
| -- | --------------------- | --------------------- |
| 1  | Amuletten             | Amuletten             |
| 2  | Nisser på Søgaard     | Tomtar på Sörgård     |
| 3  | Den gamle portal      | Den gamla portalen    |
| 4  | Rigtige venner        | Riktiga vänner        |
| 5  | Et uventet møde       | Ett oväntat möte      |
| 6  | Øffert                | Nöffe                 |
| 7  | Besøg hos nisserne    | Besök hos nissarna    |
| 8  | Nissehuen             | Tomteluvan            |
| 9  | Storm                 | Storm                 |
| 10 | Det første møde       | Det första mötet      |
| 11 | På sporet af Falkhøj  | På jakt efter Falkhøj |
| 12 | Julestjernerne        | Julstjärnorna         |
| 13 | Lucia                 | Lucia                 |
| 14 | Dagbogen              | Dagboken              |
| 15 | Kongens hånd          | Kungens hand          |
| 16 | Den gamle sang        | Den gamla visan       |
| 17 | Et uventet brev       | Ett oväntat brev      |
| 18 | På dybt vand          | På djupt vatten       |
| 19 | Kronprinsen           | Kronprinsen           |
| 20 | Det forsvundende hjul | Det försvunna hjulet  |
| 21 | Broderskål            | Brödraskål            |
| 22 | Nettet strammes       | Nätet dras åt         |
| 23 | Nisse i hjertet       | Tomte i hjärtat       |
| 24 | Nissernes magi        | Tomtarnas magi        |